# Человек-невидимка (фильм, 1984)
«Челове́к-невиди́мка» — советский художественный фильм по мотивам одноимённого романа и рассказа «Волшебная лавка» Герберта Уэллса.
Выпущен на общесоюзный экран в июле 1985 года, в первый же месяц его посмотрело 14 млн зрителей. По итоговому рейтингу журнала «Советский экран» занимал второе место в категории «Лучший фильм».

## Сюжет
Гриффин, талантливый молодой исследователь, в результате эксперимента превращает себя в невидимку. С этого момента жизнь его и его возлюбленной Джейн становится мучением — он вынужден скрываться из-за преследования по подозрению в убийстве, своим странным внешним видом он наводит смятение, все его панически боятся. Его задача — снова стать видимым, но его дневники, в которых есть все необходимые формулы и расчёты для обратного превращения, оказались в руках другого человека.
Гриффин просит Кемпа, своего старого друга, с которым он вместе учился, помочь ему вернуть дневники. Однако Кемп не разделяет его стремлений и предаёт, замышляя завладеть записями, чтобы использовать невидимость в корыстных целях.
Гриффину приходится уничтожить свои дневники, чтобы знания, содержащиеся в них, не стали орудием зла.
Эксперимент оканчивается для Гриффина трагедией: во время дождя его убивает один из землекопов. Тайну невидимости Гриффин уносит с собой в могилу.

## История создания
К событиям романа Г. Уэллса авторами сценария добавлена любовная линия Джонатана Гриффина и Джейн Бет.
Натурные съёмки проходили в Литовской ССР: в Вильнюсе, Каунасе и их окрестностях.
Для комбинированных съёмок использовалась технология блуждающей маски (оператор В. Васильев).

## Актёры
В ролях
- Андрей Харитонов — Джонатан Гриффин, Человек-невидимка
- Ромуальдас Раманаускас (озвучивание — Сергей Малишевский) — Кемп
- Леонид Куравлёв — Томас Марвел
- Наталья Данилова — Джейн Бет
- Олег Голубицкий — полковник Эдай, начальник полиции Бэрдока
- Нина Агапова — миссис Дженни Холл, хозяйка гостиницы «Кучер и Лошади» в Айпинге
- Виктор Сергачёв — мистер Джордж Холл
- Юрий Катин-Ярцев — хозяин волшебной лавки
- Эммануил Геллер — хозяин дома, где жил Гриффин
- Анатолий Сахновский — полицейский инспектор
- Виктор Шульгин — констебль Джефферс
- Вилюс Петраускас (в титрах — В. Пятраускас) — викарий
- Герман Качин — констебль Хикс
- Александр Пятков — Сэм, хозяин кабачка «Весёлые крикетисты»
- Олег Фёдоров — американец

В эпизодах
- Евгений Богородский — человек в гостинице в соломенной шляпе
- Лев Бутенин
- Игорь Бучко
- Мария Виноградова — соседка Гриффина
- Антанина Мацкявичюте (в титрах — А. Максевичюте-Берчени) — заказчица свадебного наряда для дочери
- Галина Семёнова (в титрах — Г. Семёнов) — дочь заказчицы
- Саша Захарова — Джейн в детстве
- Николай Горлов — извозчик, посетитель кабачка «Весёлые крикетисты»
- Наталья Гурзо — служанка Милли в гостинице
- Михаил Кислов — констебль
- Александр Кузьмичёв — человек в гостинице
- Фёдор Летуновский
- Виктор Маркин — человек в очках в гостинице
- Альгирдас Пинтукас
- Владимир Пицек — часовщик
- Николай Руманов
- М. Сапожникова — дама на почте
- Серёжа Селезнёв — Гриффин в детстве
- Георгиос Совчис — человек в гостинице во время попытки арестовать Человека-невидимку
- Владимир Удалов — констебль номер G 202
- Виктор Уральский — почтальон
- Вадим Урюпин (нет в титрах)
- Виктор Филиппов — человек в гостинице
- Елена Ханга — служанка Салли в доме Кемпа
- Клавдия Хабарова — тётушка Бэт
- Сергей Юртайкин (в титрах — С. Юртаикйн) — констебль, напарник констебля Джефферса

## Съёмочная группа
- Автор сценария — Александр Захаров при участии Андрея Дмитриева
- Режиссёр-постановщик — Александр Захаров
- Оператор-постановщик — Валерий Шувалов
- Художники-постановщики: Дмитрий Богородский, Владимир Фабриков
- Композитор — Эдуард Артемьев
- Звукооператор — Евгений Поздняков
- Текст песен Леонида Дербенёва
- Государственный симфонический оркестр кинематографии, дирижёр — Юрий Серебряков
- Режиссёры: Г. Аманов, Юрий Колчеев
- Оператор — Б. Прозоров
- Художник по костюмам — Роза Сатуновская
- Монтажёр — Е. Суражская
- Художник-гримёр — Т. Крылова
- Комбинированные съёмки:

- Оператор — Владимир Васильев
- Художники — Людмила Александровская, Елена Никифорова

- Консультант — Юлий Кагарлицкий
- Редактор — Л. Цицина
- Музыкальный редактор — Минна Бланк
- Директор картины — Валентина Чутова
- Консультант-иллюзионист — Анатолий Шаг-Новожилов
- Группа каскадёров под управлением А. Андреева
- Артисты самодеятельного театра марионеток под руководством А. Ковтуна